# Collada Sobirana

La Collada Sobirana, respecte del terme d'Abella de la Conca

La Collada Sobirana és una collada situada a 1.356 m d'altitud, en el terme municipal d'Abella de la Conca, a la comarca del Pallars Jussà.
És al sud-est de la caseria de la Torre d'Eroles, i hi passa el camí d'accés a la Serra de Carrànima.

## Etimologia
Es tracta d'un topònim purament descriptiu: és la collada sobirana (la de més amunt) de les dues que es troben en el camí de Carrànima.